# Nymphargus siren
Espèce
Synonymes
- Centrolenella siren Lynch & Duellman, 1973
- Cochranella siren (Lynch & Duellman, 1973)

Statut de conservation UICN

 VU B1ab(ii,iii,iv,v) : Vulnérable
Nymphargus siren est une espèce d'amphibiens de la famille des Centrolenidae.

## Répartition
Cette espèce se rencontre de 1 310 à 1 700 m d'altitude :
- en Colombie dans le département de Putumayo sur le versant Est de la cordillère Centrale ;
- en Équateur dans les provinces de Napo et d'Orellana sur le versant Est de la cordillère Orientale ;
- au Pérou dans la région d'Ayacucho.

L'appartenance des spécimens du Pérou à cette espèce est discutée.

## Description
Les mâles mesurent de 19,8 à 22,0 mm

## Publication originale
- Lynch & Duellman, 1973 : A review of the centrolenid frogs of Ecuador, with descriptions of new species. Occasional Papers of the Museum of Natural History, University of Kansas, no 16, p. 1-66 (texte intégral).